# Onthophagus carmodensis
Onthophagus carmodensis là một loài bọ cánh cứng trong họ Bọ hung (Scarabaeidae).